# Thibault Guernalec
Thibault Guernalec, nascido em 31 de julho de 1997 em Châteaulin (Finistère), é um ciclista francês, membro da equipa Arkéa Samsic.

## Biografia

### Começos e carreira aficionada
Originário de Châteaulin, Thibault Guernalec toma a sua primeira licença à idade de sete ou oito anos, ao Véloce-clube da sua cidade natal. Em paralelo da sua carreira desportista, estuda no instituto universitário de tecnologia de Rennes em Talento Mécanique e Productique. O seu irmão cadete Victor pratica igualmente o ciclismo em competição.
Em 2015, para o seu segundo ano júnior, ilustra-se pela suas qualidades de rolador. Consegue a contrarrelógio do Troféu Sébaco, da Ronde des Vallées e do Grande Prêmio Fernand-Durel, que também ganha a classificação geral. Nesta mesma disciplina, classifique-se quarto do campeonato da França e décimo oitavo do Campeonato Europeu. Sobre pista, classifique-se segundo da perseguição por equipas, quarto da perseguição individual e oitava da corrida por pontos aos campeonatos da França sempre nos juniores.
Em 2016, passa em categoria esperanças e junta-se ao clube do País de Dinan, que evolui em divisão nacional 3. Rapidamente, distingue-se tomando o terceiro lugar do campeonato da França de contrarrelógio esperanças. Sempre neste exercício, é sagrado campeão da Bretanha, avançando o antigo profissional Jérémy Bescond. No campeonato da Bretanha em pista, consegue quatro títulos, depois impõe-se no mês de julho durante a quinta prova da Ronde Finistérienne, disputada em Pencran, ante o seu colega Alan Riou. Ao total, realiza 23 tops 10 ao longo do ano, com sobretudo um segundo lugar na Volta de Deux-Sèvres e uma quarta posição ao Tour de Loire-Atlantique, em categoria elite nacional.
Em 2017, consegue em março a Flecha d'Armor, a sua primeira vitória final numa carreira por etapas. No mês de maio, impõe-se na contrarrelógio da Volta das Mauges, onde consegue igualmente a classificação geral. Neste mesmo mês, distingue-se conseguindo outra contrarrelógio no Tour de la Manche, o seu primeiro sucesso em elite nacional. Ele conhece depois a sua primeira selecção na equipa da França Esperanças para os Boucles de l'Aulne, disputadas na suas terras em Châteaulin. A 27 de junho, passa todo próximo do seu primeiro título nacional terminando segundo do campeonato da França de contrarrelógio esperanças, a três segundos de Alexys Brunel. A finalizar o mês de agosto, ele integrou a equipa continental profissional Fortuneo-Oscaro como stagiaire. Sempre competitivo no circuito amador, vence em solitário a primeira etapa da Estival bretona, e termina décimo lugar da classificação geral. Durando este mesmo Verão, está seleccionado na equipa regional da Bretanha para disputar o Tour de l'Avenir. Uma semana após o final deste vencimento, impõe-se na Volvic-Feytiat, última manga da Copa da França DN2, regulando ao sprint um pequeno grupo de corredores. Começando logo o seu período de estágio com a Fortuneo-Oscaro, põe-se de manifesto no Eurométropole Tour, remontando na última parte da perseguição o seu sprinter Daniel McLay, vencedor da prova. Na Binche-Chimay-Binche, toma um honorável vigésimo lugar. Ao total, contabiliza 70 dias de carreiras ao finalizar no ano.
Após uma temporada carregada, Thibault Guernalec inicia 2018 com serenidade, que tem assinado um pré-contrato com a Fortuneo-Oscaro tomando efeito a partir de 1 de agosto. O seus começos são perturbados no entanto por uma dor na rótula. Após ter sobretudo encontrado de boas sensações na Volta do País de Lesneven (2.º), tranquiliza-se conseguindo a classificação geral do Circuito do Mené, no mês de maio. Comprometido no Campeonato da França de Ciclismo Contrarrelógio, classifica-se a sua decepção 34.º e sexto corredor amador, enquanto ele ambicionava o pódio na sua categoria. Em Copa da França DN2, termina quinto da Volta de Mareuil-Verteillac-Ribérac, após ter perdido a sua maillot de líder no último dia devido a uma queda. Mantendo do título na Volta de Deux-Sèvres, responde presente conseguindo a contrarrelógio depois a classificação geral. Disputa a sua última competição nas amadoras no Kreiz Breizh Elites

### Carreira profissional
Thibault Guernalec realiza os seus começos profissionais em agosto de 2018 durante o Volta a Burgos, encontra-se escapado durante a segunda e da quarta etapa. Ao sair deste, termina na última andadura do pódio do campeonato da França de contrarrelógio esperanças. O seu final de temporada prossegue-se nas quatro provas de um dia belga (Brussels Cycling Classic, Antwerp Port Epic, o Campeonato dos Flandres e o grande Prêmio Jef Scherens) antes de tomar parte ao campeonato do mundo de contrarrelógio esperanças e de épingler um último dorsal na Paris Tours (99.º).

#### Temporada de 2019
Lanca a sua primeira temporada cheia nos profissionais nas mangas do Challenge de Mallorca antes de correr o Estrela de Bessèges onde se distingue durante o seu exercício favorito, a contrarrelógio, 12.º da quarta etapa. Esta prétemporada permite classificar-se 13.º da classificação geral e 2.º à classificação do melhor jovem conseguido por outro bretanho, Valentin Madouas. Mostra-se a sua vantagem fina em março, 8.º da quarta etapa na a Semana internacional Coppi e Bartali. A 31 de julho, classifica-se 4.º da Volta a Portugal, local que encontra o termo da quinta etapa, membro de uma escapada composta de oito corredores. Conclui esta Volta por um 5.º lugar na contrarrelógio final. Chegado a agosto, consagra-se campeão da França da contrarrelógio esperança para o seu último ano na categoria. Duodécimo na contrarrelógio proposta no Tour Poitou-Charentes em Nova-Aquitânia, esta pré-temporada permite terminar 10.º da classificação geral. Presente ao campeonato do mundo de contrarrelógio esperanças, realiza o seu objectivo pessoal, integrando o top 15 (11.º).

#### Temporada de 2020
Como em 2019, lança a sua temporada de 2020 nas mangas do Challenge de Mallorca, sobretudo 26.º do Troféu Pollença-Andratx. Ele corre uma nova vez pela estrela de Bessèges, 18.º da contrarrelógio final e da classificação geral. Escapado na primeira etapa da Volta de Múrcia, classifica 4.º, evento que obtém igualmente à classificação geral. Quatro dias mais tarde, está à saída da Volta à Andaluzia com um 16.º lugar na a contrarrelógio final. Mostra-se muito boas pernas no GP de Lillers, escapado mais de centos quilómetros em companhia de Riley Sheehan, Samuel Leroux e o seu colega Anthony Delaplace. Apesar de que estejam a ser alcançados ao cabo de 120 quilómetros, realça do pelotão no final, voltando num grupo de contra depois na cabeça da carreira onde apanha Arjen Livyns e o seu colega Florian Vachon, que traz para a vitória
Em 20 de abril 2020, e este apesar da suspensão das competições relacionadas à pandemia de COVID-19, a sua equipa anuncia o prolongamento do seu contrato para dois anos adicionais, até em 2022. O seu director, Emmanuel Hubert, juiz enquanto Thibault Guernalec pode fazer parte melhores roladores franceses do futuro.

## Palmarés e classificações em estrada

### Por ano
- 2015
  - Grande Prêmio Fernand-Durel :
    - Classificação geral
      - 1.ª etapa (contrarrelógio)

    - 1.ª etapa do Troféu Sébaco (contrarrelógio)
    - 2. ª etapa da Ronde des Vallées (contrarrelógio)
- 2016
  -  Campeão da Bretanha da contrarrelógio
    - 5. ª etapa da Ronda Finistérienne

  - 2.º da Volta de Deux-Sèvres
  - 3.º do campeonato da França da contrarrelógio esperanças
- 2017
  - Classificação geral da Flecha d'Armor
  - Tour des Mauges :
    - Classificação geral
      - 2. ª etapa (contrarrelógio)

    - 3. ª etapa da Tour de la Manche (contrarrelógio)

  - Classificação geral da Volta de Deux-Sèvres
    - 1.ª etapa da Estivale Bretonne

  - Volvic-Feytiat
  - 2.º de La Gislard
  - 2.º do campeonato da França da contrarrelógio esperanças
- 2018
  - Classificação geral do Circuito do Mené
  - Tour des Deux-Sèvres :
    - Classificação geral
      - 3.ºtem etapa (contrarrelógio)

  - 3.º do campeonato da França da contrarrelógio esperanças
- 2019
  -  Campeão da França da contrarrelógio esperanças
- 2020
  - 3.º do Grande Prêmio de Lillers-Souvenir Bruno Comini

### Classificações mundiais
| Ano             | 2017   | 2018  |
| UCI Europe Tour | 1 787. | 1 501 |

## Palmarés em pista

### Campeonatos da França
- 2015
  - 2.º da perseguição por equipas juniores